# AFC Ajax in het seizoen 1994/95
In het seizoen 1994/95 kwam Ajax uit in de PTT-Telecompetitie, KNVB Beker en de UEFA Champions League. De ploeg stond ook dit seizoen onder leiding van trainer Louis van Gaal. Ajax speelde thuis in het stadion De Meer en week als er grote aantallen bezoekers werden verwacht uit naar het Olympisch Stadion.

## Seizoensverloop
Het seizoen begon voor de landskampioen eind augustus met de Supercup, die in het Olympisch Stadion te Amsterdam met 3-0 gewonnen werd van bekerwinnaar Feijenoord. Doelpuntenmakers voor Ajax waren Jari Litmanen, Tarik Oulida en de in het betaald voetbal debuterende Patrick Kluivert.
Ajax zette de toon voor een succesvol seizoen door halverwege september met 2-0 te winnen van AC Milan, de verdedigend Europees kampioen die overigens geplaagd werd door schorsingen en blessures. In de eredivisiewedstrijd daarna speelde de club gelijk tegen een fel spelend Roda JC in Kerkrade. De ploeg van Huub Stevens zou later in het seizoen ook de enige ploeg zijn die in Amsterdam een gelijkspel tegen Ajax behaalde.
In de KNVB beker 1994/95 won Ajax van FC Den Bosch en N.E.C. om in de kwartfinale op 8 maart 1995 via een sudden death doelpunt in de verlenging onderuit te gaan tegen de latere winnaar Feyenoord.
Ajax verbrak in de eredivisie een record. Net als Feyenoord in 1970 en PSV in 1978 bleef de ploeg in 31 achtereenvolgende wedstrijden ongeslagen. Feyenoord werd echter geen kampioen (dat was Ajax) en verloor van PSV. PSV werd na het kampioenschap twee keer verslagen, door Haarlem en Ajax. Ajax werd de eerste club die in de eredivisie een heel seizoen onverslaanbaar was. Roda werd tweede, voor PSV.
In de Champions League werd Ajax eerste in Groep D en won daarbij twee keer met 2-0 van AC Milan dat mee ging naar de knock-outfase. In de kwartfinale won Ajax met 3-0 van het Kroatische Hajduk Split en in de halve finale met 5-2 van het Duitse FC Bayern München. In de Finale in Wenen stond Ajax opnieuw tegen AC Milan. Ajax won met 1-0, dankzij een doelpunt in de 86e minuut van invaller Kluivert. Een memorabel moment was de karatetrap van Van Gaal, waarmee hij langs de lijn een onbestrafte actie van Marcel Desailly tegen Jari Litmanen nabootste.
De NOS bracht in juni twee videobanden uit van anderhalf uur met Hoogtepunten PTT Telecompetitie '94/'95, en Ajax Kampioen! over de Amsterdamse zegetocht in de Champions League.
Door de winst in de Eredivisie en Champions League mocht Ajax strijden om een tweetal Supercups en de wereldbeker. Ajax zou in augustus 1995 opnieuw de Nederlandse Supercup winnen in een duel met Feyenoord. In februari 1996 won Ajax de UEFA Super Cup 1995 van de Spaanse Europacup II-winnaar Real Zaragoza. Eind november 1995 won Ajax de Wereldbeker voetbal 1995 na een brilstand met strafschoppen van het Braziliaanse Grêmio Foot-Ball Porto Alegrense.

## Selectie
De selectie was grotendeels hetzelfde als de ploeg die het vorige jaar Nederlands kampioen was geworden. Er waren vijf nieuwe aanwinsten. Patrick Kluivert was samen met Michael Reiziger en Martijn Reuser overgestapt vanuit de eigen jeugd. Fred Grim kwam terug van SC Cambuur uit Leeuwarden, als reservekeeper achter Edwin van der Sar. Winston Bogarde kwam over van Sparta Rotterdam. Ajax had ook geprobeerd om de 17-jarige Ronaldo naar Amsterdam te halen, maar hij koos voor PSV. De Eindhovenaren hadden alleen al voor 25 miljoen gulden nieuwe spelers gekocht, terwijl het hele jaarbudget voor de Amsterdammers 28 miljoen was.

### Eerste elftal
| No. | Positie | Speler              |
| --- | ------- | ------------------- |
| –   | DM      | Edwin van der Sar   |
| –   | DM      | Fred Grim           |
| –   | V       | Danny Blind         |
| –   | V       | Frank de Boer       |
| –   | V       | Winston Bogarde     |
| –   | V       | Michel Kreek        |
| –   | V       | Michael Reiziger    |
| –   | V       | Sonny Silooy        |
| –   | V       | Mendel Witzenhausen |
| –   | M       | Ronald de Boer      |
| –   | M       | John van den Brom   |
| –   | M       | Edgar Davids        |

| No. | Positie | Speler           |
| --- | ------- | ---------------- |
| –   | M       | Finidi George    |
| –   | M/A     | Jari Litmanen    |
| –   | M       | Kiki Musampa     |
| –   | M       | Tarik Oulida     |
| –   | M/A     | Marc Overmars    |
| –   | M       | Martijn Reuser   |
| –   | M       | Frank Rijkaard   |
| –   | M       | Clarence Seedorf |
| –   | M       | Nordin Wooter    |
| –   | A       | Nwankwo Kanu     |
| –   | A       | Patrick Kluivert |
| –   | A       | Peter van Vossen |
| –   | A       | Clyde Wijnhard   |

## Eredivisie
Ajax werd kampioen zonder ook maar een wedstrijd te verliezen. Frank de Boer en Michael Reiziger maakten alle reguliere speelminuten mee. Topscorers van Ajax waren Patrick Kluivert met 18 doelpunten en de Fin Jari Litmanen met 17, die in de eredivisie alleen werden overtroffen door Ronaldo van PSV met 30 doelpunten.

### Eindstand
| pos     | club      | gs | w  | g  | v  | pnt | dv  | dt | ds |
| ------- | --------- | -- | -- | -- | -- | --- | --- | -- | -- |
| Winnaar | Ajax      | 34 | 27 | 7  | 0  | 61  | 106 | 28 | 78 |
| 2.      | Roda JC   | 34 | 22 | 10 | 2  | 54  | 70  | 28 | 42 |
| 3.      | PSV       | 34 | 20 | 7  | 7  | 47  | 85  | 46 | 39 |
| 4.      | Feyenoord | 34 | 19 | 5  | 10 | 43  | 66  | 56 | 10 |
| 5.      | FC Twente | 34 | 17 | 8  | 9  | 42  | 66  | 50 | 16 |
|         |           |    |    |    |    |     |     |    |    |

### Uitslagen
| Thuis / Uit | D90   | FEY   | GAE   | GRO   | HEE   | MVV   | NAC   | NEC   | PSV   | RKC   | RJC   | SPA   | TWE   | UTR   | VIT   | VOL   | WIL   |
| ----------- | ----- | ----- | ----- | ----- | ----- | ----- | ----- | ----- | ----- | ----- | ----- | ----- | ----- | ----- | ----- | ----- | ----- |
| Ajax thuis  | 3 – 0 | 4 – 1 | 4 – 0 | 3 – 1 | 5 – 1 | 3 – 1 | 3 – 1 | 5 – 1 | 1 – 0 | 3 – 1 | 1 – 1 | 8 – 0 | 3 – 1 | 2 – 1 | 5 – 0 | 4 – 1 | 7 – 0 |
| Ajax uit    | 1 – 3 | 0 – 5 | 1 – 2 | 2 – 4 | 3 – 3 | 0 – 3 | 2 – 2 | 0 – 2 | 1 – 4 | 1 – 1 | 1 – 1 | 0 – 2 | 0 – 1 | 0 – 0 | 2 – 3 | 2 – 2 | 1 – 4 |

1900—1911 · 1911/12 · 1912—1954 · 1954/55 · 1955/56 · 1956/57 · 1957—1970 · 1970/71 · 1971/72 · 1972—1994 · 1994/95 · 1995—1998 · 1998/99 · 1999/00 · 2000/01 · 2001/02 · 2002/03 · 2003/04 · 2004/05 · 2005/06 · 2006/07 · 2007/08 · 2008/09 · 2009/10 · 2010/11 · 2011/12 · 2012/13 · 2013/14 · 2014/15 · 2015/16 · 2016/17 · 2017/18 · 2018/19 · 2019/20 · 2020/21 · 2021/22 · 2022/23 · 2023/24 · 2024/25
Ajax ·
Dordrecht '90 ·
Feyenoord ·
Go Ahead Eagles ·
FC Groningen ·
sc Heerenveen ·
MVV ·
NAC ·
N.E.C. ·
PSV ·
RKC ·
Roda JC ·
Sparta Rotterdam ·
FC Twente ·
FC Utrecht ·
Vitesse ·
FC Volendam ·
Willem II